# Nordradde
Die Nordradde, im Oberlauf Spahnharrenstätter Graben genannt, ist ein 32,5 km langer, nordöstlicher und orographisch rechter Nebenfluss der Ems im niedersächsischen Landkreis Emsland.

## Verlauf
Die Nordradde entspringt am östlichen Rand der hügeligen Geestlandschaft des Hümmling. Seine Quelle liegt als solche des 2,6 km langen Spahnharrenstätter Grabens in Spahnharrenstätte. 
Der Fluss verläuft in überwiegend südwestlicher Richtung zwischen dem Hümmling im Nordwesten und der Mittelradde im Südosten. Ab der Aufnahme des aus Werlte kommenden Wehmer Grabens, der 4,67 km lang ist und das Naturschutzgebiet Theikenmeer passiert, heißt er Nordradde. Als solcher passiert er Ostenwalde, Sögel, Eisten, Groß Stavern, Klein Berßen, Klein Stavern und Apeldorn.
Dann fließt die Nordradde durch nördliche Teile von Meppen, um kurz darauf in den Altarm Roheide-Ost des Nordsee-Zuflusses Ems zu münden.

## Ortschaften
Ortschaften an der Nordradde sind (flussabwärts betrachtet):
| - Spahnharrenstätte - Ostenwalde - Sögel - Eisten - Groß Stavern | - Klein Berßen - Klein Stavern - Apeldorn - Meppen |